# Bundesautobahn 1
La Bundesautobahn 1 (o BAB 1 o A 1) è un'autostrada tedesca. Essa parte da Heiligenhafen, nel nord della Germania, fino ad arrivare a Saarbrücken, per un totale di 727 km. L'autostrada risulta essere incompleta da Colonia a Treviri.

## Storia
Già nell'anno 1920, ai tempi della Repubblica di Weimar, si discuteva di un piano per dotare la Germania di una serie di strade ad alta velocità ad almeno due corsie e prive di incroci a raso, ed inizialmente vennero pianificate le autostrade BAB 1 e BAB 2. Tale progetto venne ripreso ai tempi del Nazismo, e nel 1936 cominciarono i lavori per collegare Amburgo con Brema. Nel 1936 stesso venne aperto il primo tratto, tra Dibbersen ed Oyten, l'anno successivo venne collegata Brema.
Nel 1938 venne collegata Amburgo, verso nord, alla città di Lubecca, e cominciarono i lavori per la tangenziale di Amburgo, con la costruzione, tra l'altro, di un ponte di acciaio sul fiume Elba. Nel 1939 Amburgo venne collegata a Brema, e nel contempo venne aperto un tratto nella Ruhr tra Leverkusen e Wermelskirchen. 
Causa lo scoppio della seconda guerra mondiale i lavori vennero bloccati e ripresero solo molti anni dopo.
Nel 1953 venne aperta la sezione tra Wermelskirchen e Remscheid, Hagen venne raggiunta nel 1956, Unna nel 1957 e Dortmund nel 1961. Nel frattempo nel 1960 Leverkusen venne collegata alla BAB 4 a Colonia. Nel 1962 aprì la tangenziale di Amburgo e, alla fine del 1970, l'autostrada era completa tra Lubecca e Colonia. Dal 1970 al 1980 l'autostrada venne costruita pezzo per pezzo costruendo su tre fronti, da Lubecca verso Nord, da Colonia verso Sud e da Saarbrücken verso Nord. Nel 1982 infatti l'autostrada era stata completata da Oldenburg (a nord di Lubecca) sino a Blankenheim, nella zona dell'Eifel, a sud di Colonia. Nel frattempo venne costruito il tratto tra Saarbrucken e l'attuale Dreieck Vulkaneifel, anche se in origine faceva parte dell'autostrada BAB 48 e per anni infatti ebbe come denominazione in uso "autostrada BAB 1/48".
Negli anni recenti sono state aperte alcune sezioni, infatti nel 2005 fu il turno delle tratte tra Oldenburg e Gremersdorf e tra il Dreieck Vulkaneifel e Gerolstein (uscita provvisoria); mentre nel 2008 venne aperto il tratto terminale tra Gremersdorf e Heiligenhafen. Nel 2012 apre una sezione di 2,2 km tra Gerolstein e Kelberg.

## L'autostrada attuale
Il suo percorso ha origine nello Schleswig-Holstein e fa parte della Strada europea E47 fino a Lubecca, prosegue ad Amburgo, attraversa la Bassa Sassonia, il land di Brema, la Renania Settentrionale-Vestfalia, la Renania-Palatinato e termina nella Saarland, nelle vicinanze del confine con la Francia.
Nel suo tragitto la BAB 1 fa parte anche di altre strade europee, sia dispari, cioè nella direttrice nord-sud, che pari, cioè in direzione ovest-est. I tratti più consistenti fanno parte della E22 e della E37.

## Lavori in corso

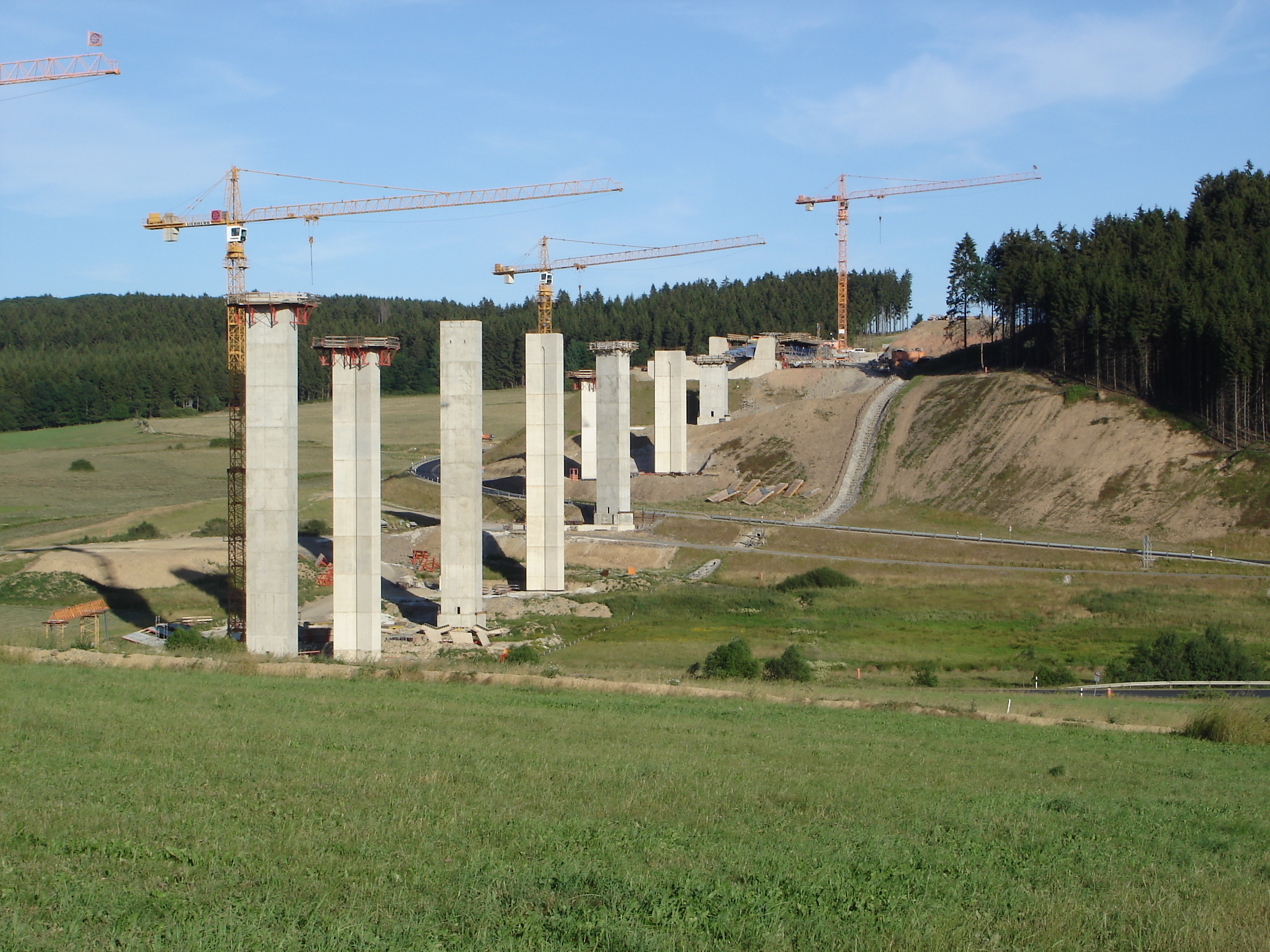
autostrada A 1 in costruzione sul tratto da completare

Sono in corso molti lavori, sia per la costruzione di nuovi tratti, sia per l'allargamento delle carreggiate esistenti.
Dopo l'apertura, a fine 2011 del nuovo tratto, lungo circa 7 km tra Kelberg e Gerolstein, i km mancanti per il completamento dell'autostrada rimangono solamente circa 25.
Per quanto riguarda gli ampliamenti a tre corsie per senso di marcia sono stati ampliati i tratti:
- tra il Buchholzer Dreieck (intersezione con l'autostrada BAB 261) ed il Bremer Kreuz (intersezione con l'autostrada BAB 27) per circa 72 km;
- tra gli svincoli di Remscheid e di Wermelskirchen, per circa 6 km (ad eccezione dell'allargamento di due viadotti, per i quali i lavori sono tuttora in corso);
- tra gli svincoli di Bramsche e di Osnabrück Nord, per circa 7 km;
- tra il viadotto Langerfeld e lo svincolo di Wuppertal Ronsdorf, per circa 5 km.

Sono tuttora in corso i lavori per l'allargamento delle carreggiate a tre corsie più emergenza nei tratti:
- tra lo svincolo di Koln Bocklemund ed il Kreuz Koln West (intersezione con l'autostrada BAB 4), per circa 5 km (apertura prevista dicembre 2012), tali lavori sono molto complessi, infatti si parla di interrare l'autostrada facendola passare per un tunnel lungo 1550 m).
- tra il Dreieck Ahlhorner Heide (intersezione con l'autostrada BAB 29) e lo svincolo di Cloppenburg, per circa 4,5 km (apertura prevista dicembre 2012);

Alla fine di questi lavori, l'autostrada avrà un'estensione totale di 736 km, di cui 331 km a tre corsie per senso di marcia.

## Progetti futuri
Vi sono dei progetti a lungo termine che riguardano quest'autostrada:
- Nell'Ostholstein, l'estensione della A 1 ha raggiunto Heiligenhafen-Ost. In relazione alla costruzione del collegamento fisso attraverso il Fehmarnbelt, ci sono anche piani per espandere l'attuale Federal Highway 207 come estensione della A 1 tra Heiligenhafen-Ost e Puttgarden a quattro corsie. Questa sezione del collegamento dell'entroterra è lunga circa 22 chilometri e classificata nel Federal Transport Infrastructure Plan 2003 nel livello di emergenza “Altre esigenze”. La messa in servizio del collegamento fisso di 20 km del Fehmarnbelt è stata pianificata secondo i piani danesi per il 2021. Il ministro dei trasporti dello Schleswig-Holstein Meyer ha informato il ministro federale dei trasporti Ramsauer l'11 settembre 2012 del fatto che lo Schleswig-Holstein desiderava registrare un collegamento aggiuntivo (ponte o tunnel) tramite Fehmarnsund per l'inclusione nel piano federale delle infrastrutture di trasporto 2030. Nel piano della domanda che si applica dal 2017, l'estensione a quattro corsie della B 207 tra Puttgarden e Heiligenhafen-Ost sarà inclusa nella categoria Permanente e fissa. La costruzione della strada è iniziata nel gennaio 2023.
-Tra l'intersezione Amburgo-sud-est con la A 25 e il triangolo Horster con la A 7 è prevista un'espansione a otto corsie, fino ad Amburgo-Stillhorn in caso di necessità urgente. L'ulteriore percorso fino al triangolo Buchholz deve diventare a sei corsie (ulteriore necessità con diritto di pianificazione). Negli anni 2020, la nuova A 26 deve essere collegata alla A1 tramite lo svincolo Amburgo-Stillhorn e ampliata fino allo svincolo autostradale.
- Lo svincolo Vulkaneifel con la A 48, appena a sud del varco lungo 36 km nella A 1 a sud di Colonia, è stato costruito negli anni '70. Questo svincolo è stato finalmente utilizzato nel secolo attuale, anche se solo per il traffico locale, poiché la A1 è stata estesa oltre Kelberg. A fine anni 2010 sono stati completati i restanti 21 km oltre i confini regionali tra Renania Settentrionale-Vestfalia e Renania-Palatinato.

## Percorso

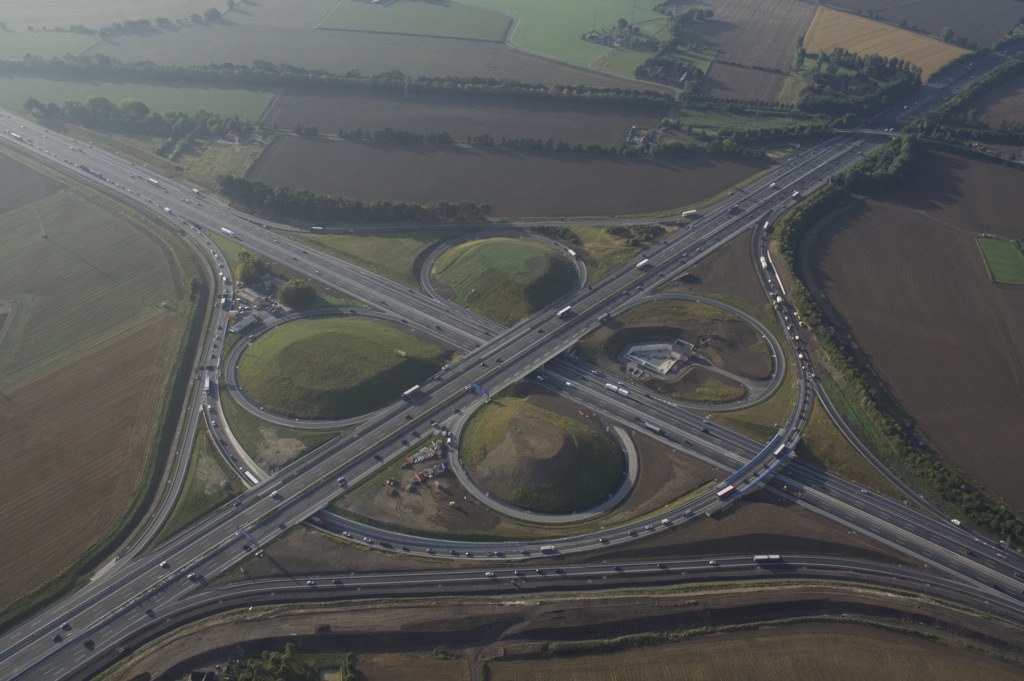
L'intersezione di Kamen tra A 1 e A 2

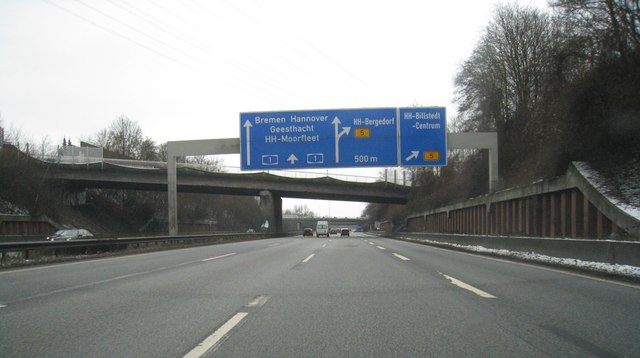
autostrada A 1 ad Amburgo

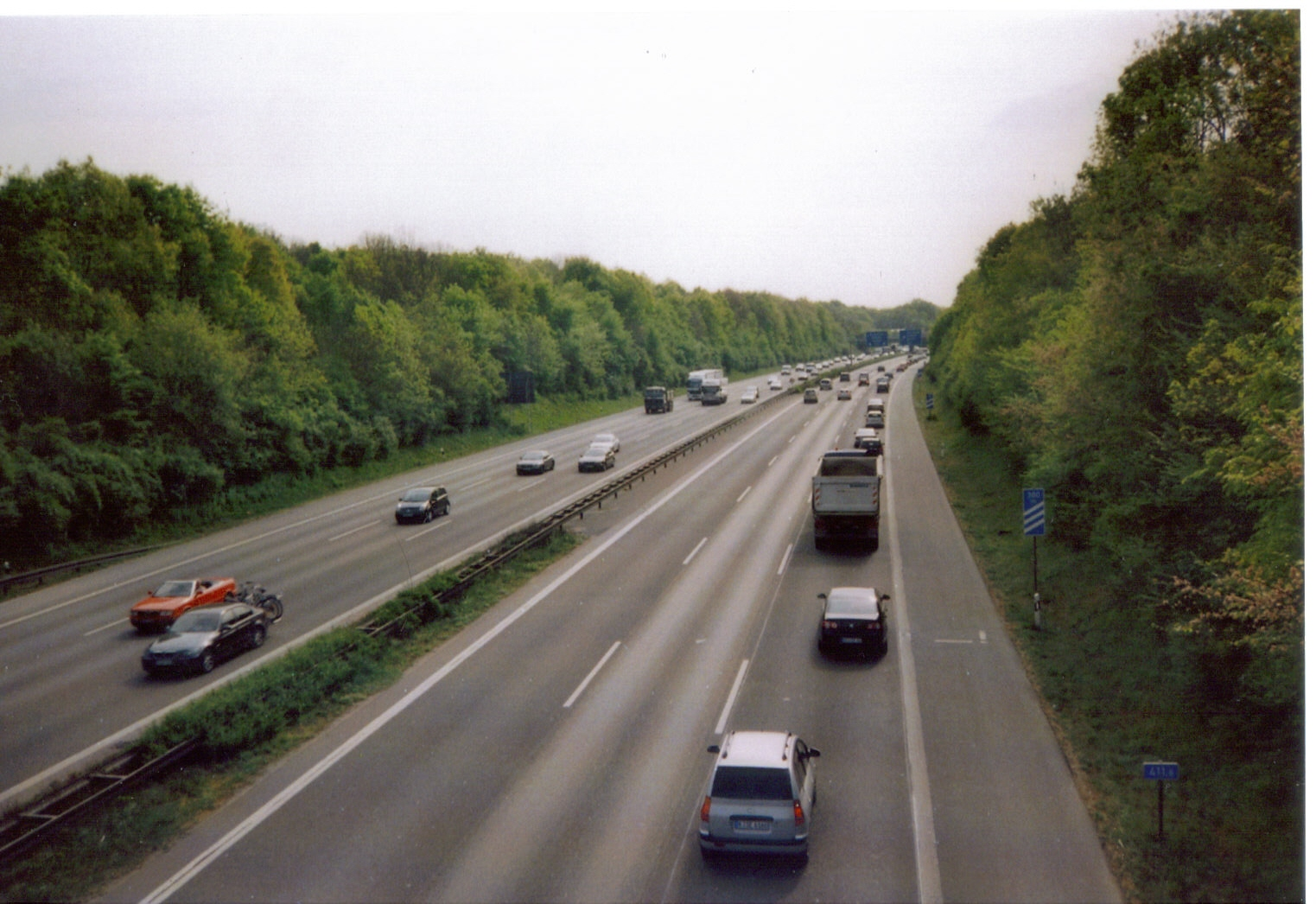
autostrada A 1 a Colonia

| A 1                   |           |                                        |              |                       |                |
| Tipo                  | n° uscita | Indicazione                            | km           | Corrispondenze        | Strada europea |
| Tratto in costruzione |           |                                        |              |                       |                |
|                       |           | Inizio Autostrada                      | 124,8        |                       |                |
|                       | 5         | Heiligenhafen Ost                      | 123,5        |                       |                |
|                       | 6         | Heiligenhafen Mitte                    | 120,6        |                       |                |
|                       | 7         | Gremersdorf                            | 116,6        |                       |                |
|                       | 8         | Jahnshof                               | 113,4        |                       |                |
|                       | 9         | Oldenburg Nord                         | 111,8        |                       |                |
|                       | 10        | Oldenburg Mitte                        | 110,4        |                       |                |
|                       | 11        | Oldenburg Süd                          | 109,6        |                       |                |
|                       | 12        | Lensahn                                | 101,5        |                       |                |
|                       | 13        | Neustadt - Pelzerhaken                 | 90,0         |                       |                |
|                       | 14        | Neustadt Mitte                         | 84,5         |                       |                |
|                       |           | Area di servizio "Neustadter Bucht"    | 81,4         |                       |                |
|                       | 15        | Eutin                                  | 79,2         |                       |                |
|                       | 16        | Scharbeutz                             | 77,0         |                       |                |
|                       | 17        | Pansdorf                               | 73,3         |                       |                |
|                       | 18        | Ratekau                                | 67,2         |                       |                |
|                       | 19        | Sereetz                                | 63,4         |                       |                |
|                       | 20        | Confluenza "Bad Schwartau"             | 62,2         |                       |                |
|                       | 21        | Bad Scwartau                           | 60,7         |                       |                |
|                       | 22        | Lübeck Zentrum                         | 57,3         |                       |                |
|                       | 23        | Lübeck Moisling                        | 54,1         |                       |                |
|                       | 24        | Intersezione "Lübeck"                  | 51,7         |                       |                |
|                       | 25        | Reinfeld                               | 44,7         |                       |                |
|                       |           | Area di servizio "Trave"               | 43,0         | Solo dir. Saarbrucken |                |
|                       | 26        | Bad Oldesloe                           | 37,6         |                       |                |
|                       | 27        | Bargteheide                            | 28,2         |                       |                |
|                       | 27b       | Intersezione "Bargteheide"             | 27,9         |                       |                |
|                       |           | Area di servizio "Buddikate"           | 25,3         | Solo dir. Saarbrucken |                |
|                       |           | Area di servizio "Buddikate"           | 25,3         | Solo dir. Puttgarden  |                |
|                       | 28        | Ahrensburg                             | 18,8         |                       |                |
|                       | 29        | Stapelfeld                             | 14,5         |                       |                |
|                       | 30        | Barsbüttel                             | 9,4          |                       |                |
|                       | 31        | Intersezione "Hamburg Ost"             | 6,6 - 140,2  |                       |                |
|                       | 32        | Hamburg Ojendorf                       | 142,9        |                       |                |
|                       | 33        | Hamburg Billstedt                      | 145,0        |                       |                |
|                       | 34        | Hamburg Moorfleet                      | 148,6        |                       |                |
|                       | 35        | Confluenza "Hamburg Südost"            | 149,3        |                       |                |
|                       | 36        | Confluenza "Hamburg Süd"               | 152,3        |                       |                |
|                       |           | Area di servizio "Hamburg Stillhorn"   | 155,1        |                       |                |
|                       | 37        | Hamburg Stillhorn                      | 155,8        |                       |                |
|                       | 38        | Hamburg Harburg                        | 157,7        |                       |                |
|                       | 39        | Intersezione "di Maschen"              | 15,8         |                       |                |
|                       | 40        | Confluenza "Horster"                   | 17,1         |                       |                |
|                       | 41        | Seevetal - Hittfeld                    | 19,6         |                       |                |
|                       | 42        | Dibbersen                              | 26,1         |                       |                |
|                       | 43        | Confluenza "Buchholzer"                | 28,0         |                       |                |
|                       | 44        | Rade                                   | 31,1         |                       |                |
|                       |           | Area di servizio "Aarbachkate"         | 35,8         | Solo dir. Puttgarden  |                |
|                       |           | Area di servizio "Hollenstedt"         | 35,8         | Solo dir. Saarbrucken |                |
|                       | 45        | Hollenstedt                            | 38,0         |                       |                |
|                       | 46        | Heidenau                               | 43,3         |                       |                |
|                       |           | Area di servizio "Ostetal"             | 51,4         |                       |                |
|                       | 47        | Sittensen                              | 53,1         |                       |                |
|                       | 48        | Elsdorf                                | 65,7         |                       |                |
|                       | 49        | Bockel                                 | 72,3         |                       |                |
|                       | 50        | Stuckenborstel                         | 83,4         |                       |                |
|                       |           | Area di servizio "Grundbergsee"        | 86,0         | Solo dir. Saarbrucken |                |
|                       |           | Area di servizio "Grundbergsee"        | 86,0         | Solo dir. Puttgarden  |                |
|                       | 51        | Posthausen                             | 87,7         |                       |                |
|                       | 52        | Oyten                                  | 96,9         |                       |                |
|                       | 53        | Intersezione "di Bremen"               | 100,3        |                       |                |
|                       | 54        | Uphusen - Bremen Mahndorf              | 102,2        |                       |                |
|                       | 55        | Bremen-Hemelingen                      | 107,6        |                       |                |
|                       | 56        | Bremen Arsten                          | 109,8        |                       |                |
|                       | 57        | Bremen Brinkum                         | 113,7        |                       |                |
|                       | 58a       | Confluenza "Stuhr"                     | 120,8        |                       |                |
|                       | 58b       | Delmenhorst Ost                        | 120,9        |                       |                |
|                       | 59        | Gross Ippener                          | 127,6        |                       |                |
|                       | 60        | Wildeshausen Nord                      | 140,6        |                       |                |
|                       |           | Area di servizio "Wildeshausen"        | 142,2        |                       |                |
|                       | 61        | Wildeshausen West                      | 148,9        |                       |                |
|                       | 62        | Ahlhorner Heide                        | 157,7        |                       |                |
|                       | 62b       | Confluenza "Ahlhorner Heide"           | 158,3        |                       |                |
|                       | 63        | Cloppenburg                            | 162,7        |                       |                |
|                       | 64        | Vechta                                 | 172,8        |                       |                |
|                       | 65        | Lohne - Dinklage                       | 180,5        |                       |                |
|                       | 66        | Holdorf                                | 188,0        |                       |                |
|                       |           | Area di servizio "Dammer Berge"        | 194,4        |                       |                |
|                       | 67        | Neuenkirchen Vörden                    | 200,1        |                       |                |
|                       | 68        | Bramsche                               | 211,9        |                       |                |
|                       | 69        | Wallenhorst                            | 215,0        |                       |                |
|                       | 70        | Osnabrück Nord                         | 218,3        |                       |                |
|                       | 71        | Osnabrück Hafen                        | 225,2        |                       |                |
|                       | 72        | Intersezione "Lotte - Osnabrück"       | 229,3        |                       |                |
|                       |           | Area di servizio "Tecklenburger Land"  | 234,5        |                       |                |
|                       | 73        | Lengerich                              | 240,6        |                       |                |
|                       | 74        | Ladbergen                              | 249,0        |                       |                |
|                       | 75        | Flughafen Münster - Osnabrück          | 253,2        |                       |                |
|                       | 76        | Greven                                 | 258,3        |                       |                |
|                       | 77        | Münster Nord                           | 270,4        |                       |                |
|                       |           | Area di servizio "Münsterland"         | 275,5        |                       |                |
|                       | 78        | Intersezione "Münster Süd"             | 278,9        |                       |                |
|                       | 79        | Ascheberg                              | 293,5        |                       |                |
|                       |           | Area di servizio "Eichengrund"         | 296,0        | Solo dir. Saarbrucken |                |
|                       |           | Area di servizio "Im Mersch"           | 296,0        | Solo dir. Puttgarden  |                |
|                       | 80        | Hamm - Bockum Werne                    | 304,9        |                       |                |
|                       | 81        | Hamm - Bergkamen                       | 309,9        |                       |                |
|                       | 82        | Intersezione "di Kamen"                | 315,7 - 87,5 |                       |                |
|                       | 83        | Kamen Zentrum                          | 84,4         |                       |                |
|                       | 84        | Unna                                   | 78,8         |                       |                |
|                       | 84b       | Intersezione "Dortmund - Unna"         | 78,4         |                       |                |
|                       |           | Area di servizio "Lichtendorf"         | 70,8         |                       |                |
|                       | 85        | Schwerte                               | 67,9         |                       |                |
|                       | 86        | Intersezione "di Westhofen"            | 64,3         |                       |                |
|                       |           | Area di servizio "Lehnhof"             | 61,1         | Solo dir. Saarbrucken |                |
|                       | 87        | Hagen Nord                             | 59,0         |                       |                |
|                       | 88        | Hagen West                             | 55,6         |                       |                |
|                       | 89        | Volsmarstein                           | 50,9         |                       |                |
|                       | 90        | Gevelsberg                             | 47,2         |                       |                |
|                       | 91        | Hasslinghausen                         | 43,0         |                       |                |
|                       | 92        | Confluenza "Wuppertal Nord (Nordteil)" | 41,2         |                       |                |
|                       | 92b       | Confluenza "Wuppertal Nord (Südteil)"  | 40,8         |                       |                |
|                       | 93        | Wuppertal Langerfeld                   | 37,7 - 365,7 |                       |                |
|                       |           | Area di servizio "Ehrenberg"           | 367,9        | Solo dir. Saarbrucken |                |
|                       |           | Area di servizio "Kucksiepen"          | 367,9        | Solo dir. Puttgarden  |                |
|                       | 94        | Wuppertal Ronsdorf                     | 373,1        |                       |                |
|                       | 95a       | Remscheid - Lennep                     | 376,4        |                       |                |
|                       | 95b       | Remscheid                              | 379,1        |                       |                |
|                       |           | Area di servizio "Remscheid"           | 381,6        |                       |                |
|                       | 96        | Wermelskirchen                         | 385,3        |                       |                |
|                       | 97        | Burscheid                              | 393,1        |                       |                |
|                       | 98        | Intersezione "Leverkusen"              | 403,2        |                       |                |
|                       | 99        | Intersezione "Leverkusen West"         | 406,4        |                       |                |
|                       | 100       | Köln Niehl                             | 408,4        |                       |                |
|                       | 101       | Intersezione "Köln Nord"               | 413,2        |                       |                |
|                       | 102       | Köln Bocklemünd                        | 416,8        |                       |                |
|                       | 103       | Köln Lövenich]                         | 421,3        |                       |                |
|                       | 104       | Intersezione "Köln West"               | 422,7        |                       |                |
|                       | 104b      | Frechen                                | 423,6        |                       |                |
|                       | 105       | Gleuel                                 | 427,9        |                       |                |
|                       |           | Area di servizio "Ville"               | 431,8        |                       |                |
|                       | 106       | Hürth                                  | 432,9        |                       |                |
|                       | 107       | Confluenza "Erfttal"                   | 436,7        |                       |                |
|                       | 108       | Erftstadt                              | 438,3        |                       |                |
|                       | 109       | Intersezione "Bliesheim"               | 442,4        |                       |                |
|                       | 110       | Euskircken                             | 453,8        |                       |                |
|                       | 111       | Wisskircken                            | 458,3        |                       |                |
|                       | 112       | Bad Münstereifel - Mechernich          | 466,9        |                       |                |
|                       | 113       | Nettersheim                            | 472,5        |                       |                |
|                       | 114       | Blankenheim                            | 480,1        |                       |                |
|                       | 114b      | Uscita provvisoria                     | 480,5        |                       |                |
| Tratto in costruzione |           |                                        |              |                       |                |
|                       | 117       | Kelberg                                | 67,5         |                       |                |
|                       | 118       | Gerolstein                             | 73,5         |                       |                |
|                       | 119       | Daun                                   | 76,0         |                       |                |
|                       | 120       | Confluenza "Vulkanheifel"              | 78,8         |                       |                |
|                       | 121       | Mehren                                 | 80,9         |                       |                |
|                       | 122       | Manderscheid                           | 89,2         |                       |                |
|                       |           | Area di servizio "Eifel"               | 93,2         |                       |                |
|                       | 123       | Hasborn                                | 97,3         |                       |                |
|                       | 124       | Wittlich Nord                          | 101,4        |                       |                |
|                       | 125       | Wittlich Mitte                         | 106,0        |                       |                |
|                       | 126       | Confluenza "Wittlich"                  | 110,3        |                       |                |
|                       | 127       | Salmtal                                | 116,2        |                       |                |
|                       | 128       | Föhren                                 | 122,1        |                       |                |
|                       | 129       | Schweich                               | 126,3        |                       |                |
|                       | 130       | Confluenza "Moseltal"                  | 129,2        |                       |                |
|                       | 131       | Mehring                                | 137,3        |                       |                |
|                       |           | Area di servizio "Hochwald"            | 148,6        |                       |                |
|                       | 132       | Reinsfeld                              | 150,7        |                       |                |
|                       | 133       | Hermeskeil                             | 152,8        |                       |                |
|                       | 134       | Bierfeld                               | 159,9        |                       |                |
|                       | 135       | Confluenza "Nonnweiler"                | 162,3        |                       |                |
|                       | 136       | Otzenhausen                            | 162,5        |                       |                |
|                       | 137       | Braunshausen                           | 164,5        |                       |                |
|                       | 138       | Primstal                               | 172,4        |                       |                |
|                       | 139       | Tholey - Hasborn                       | 175,8        |                       |                |
|                       | 140       | Tholey                                 | 179,8        |                       |                |
|                       | 141       | Eppelborn                              | 185,6        |                       |                |
|                       | 142       | Illingen                               | 190,9        |                       |                |
|                       | 143       | Intersezione "Saarbrücken"             | 194,6        |                       |                |
|                       | 144       | Quierscheid                            | 196,5        |                       |                |
|                       | 145       | Holz                                   | 199,8        |                       |                |
|                       | 146       | Riegelsberg                            | 202,8        |                       |                |
|                       | 147       | Saarbrücken Neuhaus                    | 204,1        |                       |                |
|                       | 148       | Saarbrücken Von Der Heydt              | 205,4        |                       |                |
|                       | 149       | Saarbrücken Burbach                    | 207,1        |                       |                |